# 千葉県総合教育センター
千葉県総合教育センター（ちばけんそうごうきょういくセンター、英称：Chiba General Education Center）は、千葉県が設置する教育に関する研究及び教育関係職員の研修を行う機関である。

## 概要
千葉県総合教育センターは教育に関する調査研究及び教育関係職員の研修を行うとともに、千葉県民に対し、教育に関する奉仕を行うことにより、千葉県の教育の振興に資することを目的として設置され、1984年前身の千葉県教育センターの名称を改め千葉県総合教育センターに改称される。

## 所在地
- 千葉県総合教育センター - 千葉県千葉市美浜区若葉2丁目13番地
- 千葉県総合教育センター特別支援教育部 - 千葉県千葉市稲毛区小仲台5丁目10番地2号（千葉県子どもと親のサポートセンター内）

## 事業
事業内容は下記の通りである。
1. 教育に関する基礎的かつ実際的な調査研究に関すること
2. 教育関係職員の資質向上のための研修に関すること
3. 教育に関する資料及び情報の収集、作成及び利用に関すること
4. 特別支援教育の振興に資するための調査研究、研修及び教育相談に関すること
5. 情報教育の振興に資するための調査研究、研修並びに教材の収集、製作及び利用に関すること
6. 視聴覚教育の振興に資するための調査研究、研修並びに教材の収集、制作及び利用に関すること
7. 教育関係職員の研究に対する指導、助言及び援助に関すること
8. 前項に掲げるもののほか、総合教育センターの目的を達成するために必要な事業

## 沿革
- 1948年（昭和23年）6月 千葉県教育研究所の創設
- 1954年（昭和29年）1月 千葉県教育研究所設置条例が制定、法的基礎が確立
- 1961年（昭和36年）4月 千葉県教育研究所、千葉県教員講習所を統合して新たに千葉県教育センターが発足。同時に千葉県理科教育センターが開設。
- 1968年（昭和43年）4月 千葉県教育センターと千葉県理科教育センターを統合し千葉県教育センターが改めて発足
- 1984年（昭和59年）3月 教育機関設置条例の一部改正により千葉県教育センターを千葉県総合教育センターと改称

## 組織
- 総務課
- 研修企画部
- カリキュラム開発部
- 学力調査部
- 特別支援教育部